# 雅伊
雅伊（法語：Jailly，法語發音：[ʒaji]）是法国涅夫勒省的一个市镇，属于讷韦尔区。

## 地理
雅伊（47°5'46"N, 3°28'41"E）面积10.74 平方千米，位于法国勃艮第-弗朗什-孔泰大區涅夫勒省，该省份为法国中部省份，北至约讷省，西北接卢瓦雷省，西接谢尔省，南至阿列省，东南接索恩-卢瓦尔省，东临科多尔省。
与雅伊接壤的市镇（或旧市镇、城区）包括：圣玛丽、博纳、圣索日、萨克西布尔东。

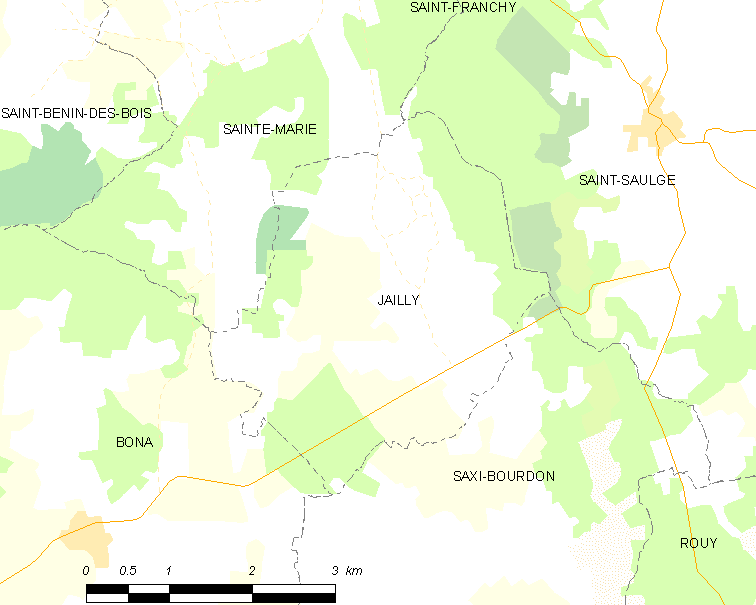
雅伊的OSM定位图

雅伊的时区为UTC+01:00、UTC+02:00（夏令时）。

## 行政
雅伊的邮政编码为58330，INSEE市镇编码为58136。

## 政治
雅伊所属的省级选区为盖里尼县。

## 人口

1962-2008年间雅伊人口变化图示

雅伊于2022年1月1日时的人口数量为67人。